# (73613) 2213 T-3
(73613) 2213 T-3 – planetoida z pasa głównego asteroid okrążająca Słońce w ciągu 3,71 lat w średniej odległości 2,4 j.a. Odkryta 16 października 1977 roku.